# Ведьмак: Кошмар волка
«Ведьмак: Кошмар волка» (англ. The Witcher: Nightmare of the Wolf) — анимационный фильм о мире «Ведьмака» от компании Netflix, который вышел на экраны 23 августа 2021 года. Встретил неоднозначную реакцию зрителей и критиков.

## Сюжет
Действие фильма происходит во вселенной «Ведьмака», придуманной польским писателем Анджеем Сапковским и похожей на средневековую Европу. Задолго до обучения Геральта один из второстепенных героев книг Сапковского Весемир начинает свой путь, встретившись с ведьмаком по имени Деглан. Центральная сюжетная линия — рассказ о том, как Весемир и чародейка Тетра борются с очередным чудовищем.

## В ролях
| Персонаж                 | Английский голос                                                                   | Русский голос                                                                               |
| ------------------------ | ---------------------------------------------------------------------------------- | ------------------------------------------------------------------------------------------- |
| Весемир                  | Тео Джеймс                                                                         | Александр Носков                                                                            |
| Леди Зербст              | Мэри МакДоннелл                                                                    | Елена Шульман                                                                               |
| Тетра Гилкрест           | Лара Пулвер                                                                        | Алёна Созинова                                                                              |
| Деглан                   | Грэм Мактавиш                                                                      | Геннадий Новиков                                                                            |
| Филавандрель             | Том Кэнтон                                                                         | Илья Крутояров                                                                              |
| юный Весемир             | Давид Эрриго мл.                                                                   | Иван Мишин                                                                                  |
| юный Ремус               | Давид Эрриго мл.                                                                   |                                                                                             |
| Иллиана                  | Дженнифер Хейл                                                                     | Наталия Дербенева                                                                           |
| дворянка                 | Дженнифер Хейл                                                                     |                                                                                             |
| Кицу                     | Кари Уолгрен                                                                       |                                                                                             |
| мальчик                  | Кари Уолгрен                                                                       |                                                                                             |
| Лука                     | Мэттью Кинг                                                                        | Евгений Рубцов                                                                              |
| Скогар                   | Мэттью Кинг                                                                        |                                                                                             |
| Свен                     | Дэррил Курило                                                                      | Александр Воронов                                                                           |
| дворянин                 | Дэррил Курило                                                                      |                                                                                             |
| Лорд Карлайл             | Кит Фергюсон                                                                       |                                                                                             |
| Рейдрик                  | Кит Фергюсон                                                                       | Никита Прозоровский                                                                         |
| юный Лука                | Дженни Кван                                                                        |                                                                                             |
| юный Свен                | А.Дж. Локасцио                                                                     |                                                                                             |
| Томас                    | Михаэлла Дитц                                                                      | Айдар Шарафетдин                                                                            |
| юный Геральт             | Гарри Хиссрич                                                                      | Степан Студилов                                                                             |
| Король Дагреад           | Адам Кроусделл                                                                     | Александр Хорлин                                                                            |
| дворянин                 | Адам Кроусделл                                                                     |                                                                                             |
| Красивый рыцарь          | Нолан Норт                                                                         |                                                                                             |
| торговец                 | Нолан Норт                                                                         |                                                                                             |
| Бевин                    | Нолан Норт                                                                         |                                                                                             |
| хозяйка                  | Самия Моунц                                                                        | Анастасия Лапина                                                                            |
| жрица                    | Самия Моунц                                                                        |                                                                                             |
| Шуго                     | Люк Янблад                                                                         | Евгений Толоконников                                                                        |
| сестра Шуго              | Ри Чейз                                                                            | Пелагея Калинина                                                                            |
| Леший                    | Стивен Блум                                                                        |                                                                                             |
| звуки животных и существ | Ди Брэдли Бейкер                                                                   |                                                                                             |
| Дополнительные голоса    | Джон Пол Карлиак Сара Крэйвенс Эндрю Моргадо Фред Таташор Кортни Тейлор Эбби Тротт | Полина Богомолова Иван Калинин Елена Маркелова Виктор Степанян Полина Суворова Никита Тезов |

## Создание и оценки
Исполнительный продюсер сериала «Ведьмак» Томаш Багинский в своём интервью в начале января 2020 года рассказал без уточнений, что зрителей ждут «несколько сюрпризов» между первым и вторым сезонами. Сразу появилось предположение, что речь идёт в том числе об анимационном фильме. 23 января того же года стало известно, что Netflix начал работу над анимационным спин-оффом сериала под названием «Ведьмак: Кошмар волка». Автором сценария стал Бо де Майо. Анимацией занялась корейская студия Mir Studio. Премьера мультфильма состоялась 23 августа 2021 года.
Рецензенты отмечают, что в «Кошмаре волка» образ Весемира заметно отличается от классического образа ведьмака в книгах Сапковского. Это высокомерный человек с «хипстерской» причёской, который отпускает остроты даже во время боя с чудовищами. Фильм подвергся критике за неорганичное включение в сюжет тем социального неравенства, геноцида меньшинств и любовной линии, за нелогичное поведение отдельных персонажей, а также за отсутствие принципиально новых трактовок, заранее анонсированных его авторами. Сильные стороны «Кошмара волка» — качественный визуал и ряд интересных музыкальных решений.